# Daddala columba
Daddala columba là một loài bướm đêm trong họ Erebidae.